# Tygodnik Wileński
Tygodnik Wileński – wileńskie czasopismo naukowo-literackie. Tygodnik został założony w 1815 roku w Wilnie przez polskiego historyka, profesora Uniwersytetu Wileńskiego i Uniwersytetu Warszawskiego, Joachima Lelewela. Po trzech latach istnienia, w 1818 roku, został zmieniony w dwutygodnik.
Pierwszym redaktorem pisma był Joachim Lelewel, potem pismo było kierowane przez Michała Balińskiego, Ignacego Szydłowskiego, M. Olszewskiego. Tygodnik Wileński był też związany od 1817 roku z oświeceniowym Towarzystwem Szubrawców. Na jego łamach debiutowali m.in. Adam Mickiewicz (Zima miejska, 1818), Józef Korzeniowski i Antoni Edward Odyniec. Publikowali swe utwory również Karol Sienkiewicz, Leon Borowski, Antoni Gorecki, Rajmund Korsak oraz Joachim Lelewel i Teodor Narbutt.
Tygodnik Wileński zakończył działalność w 1822 roku.